# Giovanni Francesco Marazzani Visconti
Giovanni Francesco Marazzani Visconti, italijanski duhovnik in kardinal, * 11. avgust 1755, Piacenza, † 18. februar 1829.

## Življenjepis
2. oktobra 1826 je bil izvoljen za kardinala v srcu.
15. decembra 1828 je bil razglašen.